# Ona Grauer
Ona Grauer (* 16. November 1975 in Mexiko-Stadt als Ana-Margarita Grauer) ist eine mexikanische Schauspielerin.

## Leben
Ona Grauer stand 1996 für die Fernsehserie Sliders – Das Tor in eine fremde Dimension das erste Mal vor der Kamera. Im Jahr 2000 erhielt sie ihre erste Rolle in einem Film. Dabei verkörperte Grauer den Charakter Ariel, in einer kleinen Nebenrolle, in Beautiful Joe neben Sharon Stone und Billy Connolly. Im gleichen Jahr wirkte sie auch in der Filmkomödie My 5 Wives neben Rodney Dangerfield und Jerry Stiller mit. Im Jahr 2003 wurde sie einem größeren Publikum bekannt, als sie die weibliche Hauptrolle Alicia in dem Horrorfilm House of the Dead von Uwe Boll erhielt und neben Jonathan Cherry vor der Kamera stand. Als Sandy sah man sie 2004 in dem Fantasyfilm Catwoman neben Halle Berry. In dem Horrorfilm Alone in the Dark mit Christian Slater und Tara Reid in den Hauptrollen erhielt sie die Nebenrolle der Agentin Feenstra. In den Fernsehserien The Collector und Intelligence verkörperte Grauer größere Nebenrollen. Als Artemis sah man sie 2010 in dem Fantasyfilm Percy Jackson – Diebe im Olymp von Chris Columbus.
Sie ist mit dem Schauspieler Aaron Dudley verheiratet und hat zwei gemeinsame Kinder, einen Sohn und eine Tochter.

## Filmografie (Auswahl)
- 1996: Sliders – Das Tor in eine fremde Dimension (Sliders, Fernsehserie, Episode 2x02 Männermangel)
- 2000: Beautiful Joe
- 2002: Stargate – Kommando SG-1 (Fernsehserie, Episode 6x04 Virus aus dem Eis)
- 2003: Popstar auf Umwegen (The Lizzie McGuire Movie)
- 2003: Andromeda (Fernsehserie, Episode 4x05 Göttlicher Herzschlag)
- 2003: House of the Dead
- 2004: Smallville (Fernsehserie, Episode 4x01 Lana & Lois)
- 2004: Catwoman
- 2004–2006: The Collector (Fernsehserie, 17 Episoden)
- 2005: Alone in the Dark
- 2006–2007: Intelligence (Fernsehserie, 16 Episoden)
- 2009: Stargate Universe (Fernsehserie, vier Episoden)
- 2010: The Bridge (Fernsehserie, zwölf Episoden)
- 2010: Percy Jackson – Diebe im Olymp (Percy Jackson & the Olympians: The Lightning Thief)
- 2011: V – Die Besucher (V, Fernsehserie, drei Episoden)
- 2011–2023: Archer (Fernsehserie, acht Episoden, Stimme)
- 2012: Fringe – Grenzfälle des FBI (Fringe, Fernsehserie, Episode 4x15 Das Parfum)
- 2012: Der Supersturm – Die Wetter-Apokalypse (Seattle Superstorm, Fernsehfilm)
- 2013: Elysium
- 2014: Motive (Fernsehserie, Episode 2x10 Nobody lies forever)
- 2015: The Whispers (Fernsehserie, vier Episoden)
- 2015: iZombie (Fernsehserie, Episode 2x03 Die echt tote Hausfrau von Seattle)
- 2017: Van Helsing (Fernsehserie, Episode 2x07 Alles ändert sich)
- 2019: Come to Daddy
- 2021: Admitted or Dead (Fernsehfilm)
- 2023: Lucky Hank (Fernsehserie, Episode 1x06 The Arrival)